# Santa Susana Mountains
Die Santa Susana Mountains sind eine Gebirgskette der Transverse Ranges in Südkalifornien in den Counties Los Angeles und Ventura. Die Gebirgskette verläuft von Ost nach West. Begrenzt werden sie im Süden durch das San Fernando Valley und durch das Simi Valley, im Norden durch das Santa Clara River Valley und im Nordosten durch das Santa Clarita Valley.
Der Oat Mountain ist mit 1142 Metern über dem Meeresspiegel der höchste Punkt gefolgt vom Mission Point (845 Meter ü. M.), Rocky Peak (827 Meter ü. M.) und dem Sand Rock Point (765 Meter ü. M.).
In den Bergen herrscht ein mildes bis feuchtes Klima. 